# Albín Balát
Albín Balát (* 29. srpna 1997 Ostrava) je český moderátor a evropský dobrovolník v rámci European Solidarity Corps. Své dětství prožil v dětském domově v Ostravě.

## Život
Ve svých šesti letech se společně se svojí sestrou Šarlotou dostal do pěstounské rodiny do Ostrova u Karlových Varů. Pěstounská rodina ho přivedla k víře v Boha, hře na klavír a literárně dramatickému oboru.
Ve třinácti letech nastal zlom a Albín společně se sestrou Šarlotou se dostali na dva měsíce do dětského diagnostického ústavu do Plzně. Poté byli umístěni do dětského domova Staňkov na Domažlicku. V dětském domově se Albín začal aktivně věnovat moderování a psaní článků. Patronem dětského domova Staňkov je český moderátor Karel Voříšek. Díky němu měl Albín možnost získat pracovní zkušenosti na stáži ve zpravodajství televize Prima. Albín se v dětském domově věnoval psaní článků o aktivitách dětského domova. Následně se také stal redaktorem časopisu Zámeček, který je distribuován do všech dětských domovů v celé České republice. Po dvou letech se stal vedoucím dětské redakce. V době, kdy byl umístěn v dětském domově, se aktivně zapojoval do aktivit spojených s ústavní výchovou. Vystupoval na veřejných akcích jako zpěvák. Společně s kamarádkou uskutečnil svůj první pěvecký koncert v kostele sv. Jakuba ve Staňkově. Díky televizi Nova měl možnost moderovat v přímém přenosu pořadu Snídaně s Novou. Moderoval i v Českém rozhlasu Plzeň a rádiu Kiss-Proton. Aktivně prezentoval činnosti dětských domovů a způsob života v dětském domově v médiích.
V osmnácti letech, po ukončení střední školy, se rozhodl pro odchod z dětského domova. Přestěhoval se do Prahy a začal se aktivně věnovat moderování akcí, charitativním večerům a moderování v pražském SeeJay rádiu, jako moderátor odpoledního programu JoyRide. Začal také pracovat externě pro zpravodajskou agenturu Romea.cz, kde měl dokonce příležitost moderovat živé vysílání z demonstrací a společenských akcí. I nadále aktivně moderuje společenské akce. Stal se také odvážlivcem v rámci projektu Odvážlivci, kde získal talisman od Ewy Farné. Jako dobrovolník organizace Dejme dětem šanci aktivně pomáhá s organizací na jejích akcích.
Aktuálně pracuje jako dobrovolník v evropské dobrovolné službě v rámci programu Erasmus+. Získává zkušenosti v rámci dobrovolnické činnosti v zahraničí a natáčí video vlogy o životě dobrovolníka a výměnách mládeže, kde probíhá neformální vzdělávání mladých lidí z celé Evropské unie.